# Ribeira Riba
Ribeira Riba es una localidad caboverdiana del municipio de Santa Catarina.

## Geografía
La localidad está situada en la isla de Santiago.

## Organización territorial
La localidad abarca los lugares y barrios de:
- Alto Bemba
- Chão de Curral
- Covão
- Ribeirão Pavão